# Guido von Pirquet

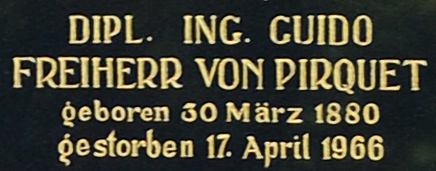
Grab von Guido Freiherr von Pirquet auf dem Friedhof Hirschstetten, Wien

Guido Freiherr von Pirquet (* 30. März 1880 in Hirschstetten bei Wien; † 17. April 1966 in Wien) war ein österreichischer Pionier der Raketentechnik. Er veröffentlichte mehrere Flugbahnberechnungen für Weltraummissionen.
Im Gegensatz zu seinem sechs Jahre älteren Bruder, dem späteren Universitätsprofessor für Kinderheilkunde Clemens von Pirquet, entschied sich Guido von Pirquet für einen technischen Studiengang und studierte Maschinenbau in Wien und Graz. Er war Mitglied des Vereins für Raumschiffahrt und 1926 einer der Mitbegründer der Wissenschaftlichen Gesellschaft für Höhenforschung in Wien. Im Jahr 1928 veröffentlichte er seine Berechnungen über Flugbahnen für Raumsonden zu Venus, Mars, Jupiter und Saturn. Die Flugbahn zur Venus wurde 1961 exakt verwirklicht. Ebenfalls 1928 führte er Berechnungen zur Dimensionierung einer Rakete für einen bemannten Flug zum Mars aus. Dabei kam er zu dem Schluss, dass ein Flug von der Erdoberfläche einen nicht realisierbaren Aufwand darstellt und dass eine bemannte Raumstation in einer Umlaufbahn um die Erde für dieses Projekt als Basis nötig ist.
Der Mondkrater Pirquet ist nach ihm benannt.

## Werke
- Interplanetare Fahrtrouten. In: Die Rakete. Zeitschrift des Vereins für Raumschiffahrt. 1928.
- Beiträge zu Willy Ley (Hrsg.): Die Möglichkeit der Weltraumfahrt. Allgemeinverständliche Beiträge zum Raumschiffahrtsproblem. Hachmeister & Thal, Leipzig 1928